# روز اليوسف (جريدة)
روز اليوسف صحيفة مصرية يومية صدرت لأول مرة في 25 مارس 1935 كصحيفة مستقلة.
في إحدى جولاتها نجحت حملة صحيفة روز اليوسف ضد حزب الوفد واستقال رئيس الوزراء «الوفدي» نسيم باشا، وعاد دستور عام 1923. وعندما عاد الوفد إلى الوزارة مجدداً كان أول قرار اتخذه هو إلغاء ترخيص صدور صحيفة «روز اليوسف» اليومية، فكانت الحكومة وحزب الوفد ضد فاطمة اليوسف والصحيفة.
توقفت الصحيفة عن الصدور إلا أن مؤسسة روز اليوسف عادت في العام 2005 م. وأصدرت الصحيفة مجدداً.

## وصلات خارجية
- الموقع الرسمي